# Liste von Persönlichkeiten aus Loco TI
Diese Liste enthält in Loco TI geborene Persönlichkeiten und solche, die in Loco TI ihren Wirkungskreis hatten, ohne dort geboren zu sein. Die Liste erhebt keinen Anspruch auf Vollständigkeit.

## Persönlichkeiten
(Sortierung nach Geburtsjahr)
- Familie Schira  aus dem Onsernonetal, in Loco und später auch in Berzona[1][2]
  - Antonio Schira (* 4. Februar 1741 in Loco; † nach 1772 ebenda ?), Holzschnitzler in Loco und in Savoyen[1]
  - Giovanni Schira (* 1818 in Berzona; † 1886 in Loco), Unternehmer, Gründer einer Strohflechterei in Carouge später ins Onsernonetal verschoben, Tessiner Grossrat, Gemeindepräsident von Loco[1]
  - Giacomo Schira (* 1827 in Berzona; † 1901 in Loco), Bildhauer, Mitgründer einer Strohflechterei in Berzona und Loco, er eröffnete einen Lebensmittelladen mit Bäckerei und Gasthaus und war Posthalter sowie Fuhrhalter der eidgenössischen Pferdepost, Tessiner Grossrat[3]
  - Virgilio Schira (* 10. August 1866 in Loco; † 20. Mai 1900 ebenda), Bildhauer und Stuckateur, tätig in der Pfarrkirche von Loco[1]
  - Weder in Loco gelebt, noch seinen Wirkungskreis in Loco hatte der US-amerikanische Mercury-Atlas 8-, Gemini 6- sowie Apollo 7-Astronaut Walter Schirra (* 12. März 1923 in Hackensack (New Jersey); † 3. Mai 2007 in La Jolla), der jedoch Mitglied der Familie Schira/Schirra war.

- Familie Broggini. [4]
  - Guglielmo Antonio Broggini (* um 1740 in Loco; † nach 1781 ebenda), erhielt von Luzern eine zehnjährige Konzession zur Ausbeutung der Minen des Onsernonetals und im Locarnesischen[4]
  - Giacomo Antonio Broggini (* um 1770 in Loco; † nach 1840 ebenda), Priester, Pfarrer von Lavertezzo, Tessiner Grossrat[4]
  - Paolo Broggini (* um 1775 in Loco; † nach 1813 ebenda), Pfarrer von Loco, Tessiner Grossrat[4]

- Carlo Agostino Meletta (* 28. August 1800 in Loco; † 6. August 1875 in Bormio), Porträtist und Kirchendekorateur[5]
- Lindoro Regolatti (* 2. September 1874 in Loco; † 1934), Lehrer, Redakteur 1902–1907 und Direktor 1907–1912 des Corriere del Ticino, Redakteur der Gazzetta ticinese 1913–1914, des Indipendente 1915, Professor am kantonalen Gymnasium, am Technikum 1913–1924, Publizist[6]
- Pietro Mancini (* um 1810 in Loco; † 1880 ebenda), Professor der Chemie am Gymnasium von Locarno[7]
- Ermenegildo Peverada (* 8. Juni 1866 in Loco; † 28. Januar 1900 ebenda), Stiefsohn von Pacifico Peverada, Bildhauer[8]
- Anita Giovanna Peverada (* 21. Mai 1871 in Loco; † 12. März 1945 in Locarno), Tochter von Pacifico Peverada, Malerin, Zeichnerin, Dekorateurin und Zeichenlehrerin[9]
- Bruno Nizzola (Bruno Aquilino Nizzola) (1890–1963), Künstler, Maler, schuf Landschaften, Stillleben, Porträts, Fresken, Wandmalereien, Graffiti, Mosaike, Grafiken, Illustrationen, Transparentbilder und Karikaturen.
- Ceslao Sutor (* 29. September 1957), Geistlicher, Vikar in Agno, Pfarrer in Loco und Pedemonte seit 2009[10][11]